# Jean-Yves Esparon
Jean-Yves Esparon (ur. 8 sierpnia 1994) – seszelski lekkoatleta specjalizujący się w biegu na 100 metrów i 200 metrów. Reprezentował Seszele na igrzyskach w Londynie, gdzie odpadł w eliminacjach biegu na 200 metrów.  Jego rekordem życiowym w biegu na 100 metrów jest 11,06s uzyskany 27 czerwca 2012 w Porto-Novo w Beninie, a w biegu na 200 metrów 21,75s uzyskany 30 czerwca 2012 w tym samym mieście.